# Science Bulletin
Science Bulletin (abrégé en Sci. Bull.) est une revue internationale bimensuelle à comité de lecture, parrainée par l'Académie chinoise des sciences et la Fondation nationale des sciences naturelles de Chine (en).

## Présentation
Publiée par Elsevier pour le compte de Science China Magazine Press, la revue se concentre sur « des recherches de haut calibre évaluées par des pairs dans un large éventail de sciences naturelles et de domaines de haute technologie sur la base de leur originalité, de leur importance scientifique et de leur intérêt général ».
Depuis 2011, tous ses articles sont publiés en libre accès sous la licence Creative Commons par attribution.